# Communauté d'agglomération du Boulonnais
Ne pas confondre avec la communauté de communes du Boulonnais, dans le sud-ouest de la France.
Pour les articles homonymes, voir CAB.
La communauté d'agglomération du Boulonnais, également connue sous le sigle CAB, est une communauté d'agglomération française, située dans le département du Pas-de-Calais, en région Hauts-de-France. Elle est créée le 1er janvier 2000 avec pour date d’effet le 1er janvier 2000. Son siège est situé dans la commune de Boulogne-sur-Mer. Elle regroupe 22 communes et totalise 112 264 habitants en 2021. Elle est localisée dans l'ouest du Pas-de-Calais, sur la Côte d'Opale, bordée à l'ouest par la Manche. 

## Historique
La communauté d'agglomération a été créée par un arrêté préfectoral qui a pris effet le 1er janvier 2000.

## Territoire communautaire

### Géographie
Le territoire se situe autour de l'agglomération de Boulogne-sur-Mer, qui est à vol d'oiseau à environ 30 km de Calais, 65 km de Dunkerque et 100 km de Lille. (140 km par autoroute). Le territoire de la CAB est proche du Kent en Angleterre.
Il se situe sur la Côte d'Opale, bordé à l'ouest par la Manche sur une longueur d'environ 27 km.
Les communes de la CAB appartiennent à la région naturelle du Boulonnais. De plus, 17 des 22 communes sont dans le périmètre du Parc naturel régional des Caps et Marais d'Opale ; les communes les plus urbaines (Boulogne-sur-Mer, Outreau, Le Portel, Saint-Martin-Boulogne et Saint-Léonard) en sont exclues.

#### Géologie et relief

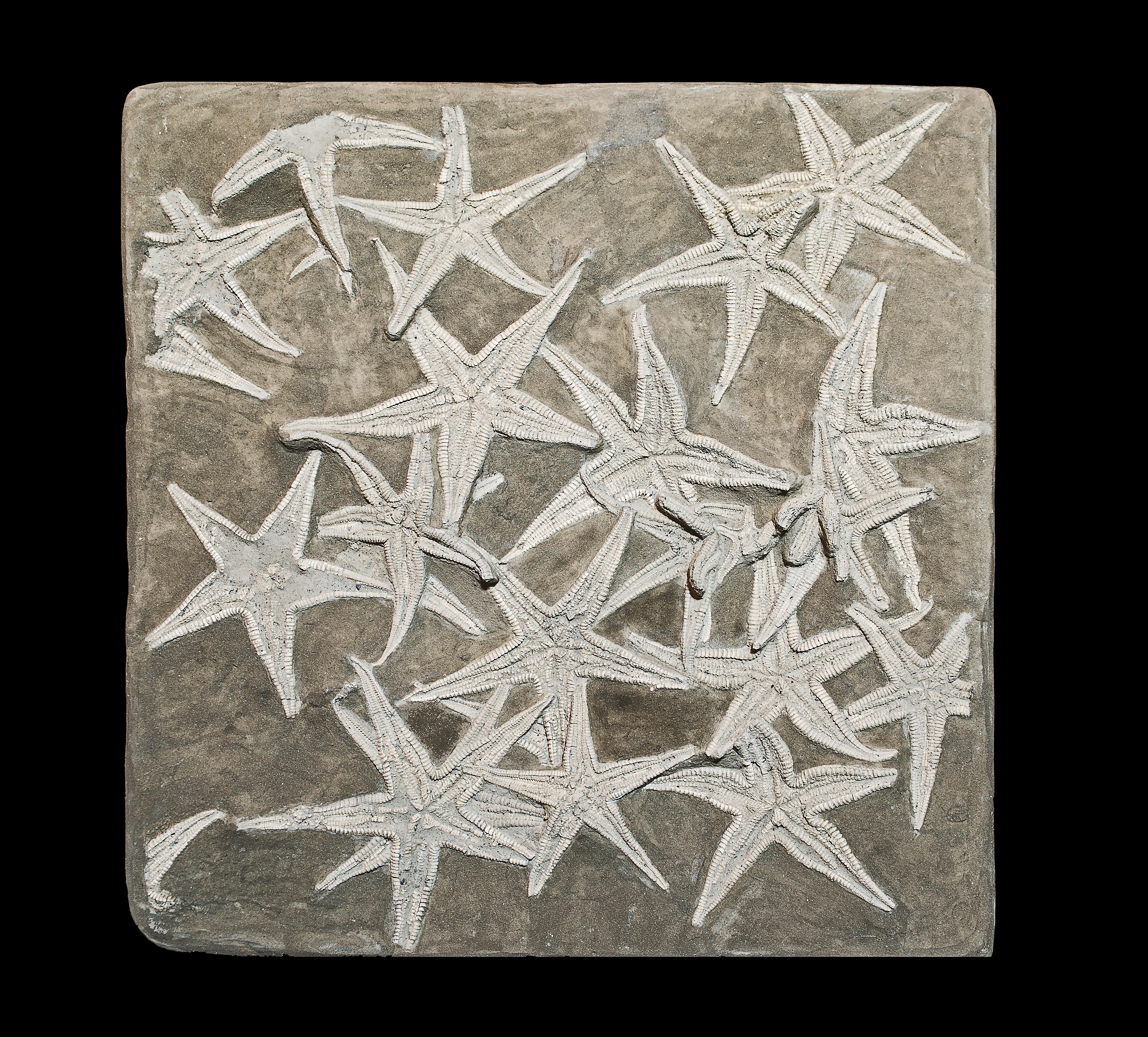
Astropecten lorioli

Le territoire se situe géologiquement au cœur de la boutonnière du Boulonnais, qui se prolonge sous l'eau jusque dans le Kent, au-delà des côtes anglaises voisines. Les terrains sont du Jurassique supérieur (Tithonien). Boulogne-sur-Mer est connue en paléontologie pour ses étoiles de mer : Astropecten lorioli.
Les plages du territoire sont sableuses. De nombreuses falaises sont présentes sur le bord de mer (notamment à Équihen et Wimereux).
L'altitude varie de 0 mètre à l'ouest (au niveau de la mer) à 189 mètres au sommet du Mont Lambert (commune de Saint-Martin-Boulogne). Le territoire est vallonné et comporte de nombreuses pentes, dont certaines dépassant les 15 %, autant en milieu urbain qu'en milieu rural.

#### Hydrographie
Boulogne-sur-Mer est traversée par le fleuve côtier,la Liane, d'une longueur totale de 36,7 km, qui se jette dans la Manche à Boulogne. Son embouchure a favorisé les installations portuaires. La Liane est canalisée et artificialisée à l'approche de l'estuaire. La digue Carnot protège le port.

#### Climat
Les communes de la CAB sont sous un climat océanique marqué. Les amplitudes thermiques sont faibles, les hivers sont doux et les étés frais. Les jours de gelée et de neige sont peu nombreux. Le territoire connaît néanmoins des périodes d'enneigement comme durant les hivers 2009-2010 et 2012-2013, ou des périodes de canicule estivale, comme en 2003.
Le temps est variable à cause des vents, très fréquents et parfois violents, qui influencent le climat en fonction de leur direction. Les vents dominants venant de l'ouest (façade maritime) apportent un air relativement pur et poussent les nuages vers l'arrière-littoral, ce qui permet notamment à Boulogne d'être l'une des villes plus ensoleillées du Nord de la France avec plus de 1 650 heures de soleil par an. Il existe également des vents froids en provenance du nord ou de l'est. Les précipitations se répartissent tout au long de l’année, avec un maximum en automne et en hiver.
| Mois                                  | jan.       | fév.       | mars      | avril   | mai       | juin      | jui.      | août      | sep.      | oct.      | nov.      | déc.      | année |
| ------------------------------------- | ---------- | ---------- | --------- | ------- | --------- | --------- | --------- | --------- | --------- | --------- | --------- | --------- | ----- |
| Température minimale moyenne (°C)     | 3          | 2,7        | 4,6       | 6,3     | 9,4       | 12        | 14,4      | 14,9      | 13        | 10        | 6,3       | 3,5       | 8,3   |
| Température moyenne (°C)              | 5          | 4,8        | 7,1       | 9,3     | 12,5      | 15        | 17,3      | 17,8      | 15,7      | 12,4      | 8,5       | 5,6       | 10,9  |
| Température maximale moyenne (°C)     | 6,9        | 6,9        | 9,4       | 12,2    | 15,6      | 17,9      | 20,2      | 20,6      | 18,4      | 14,8      | 10,6      | 7,6       | 13,4  |
| Record de froid (°C) date du record   | −13,4 1987 | −13,6 1956 | −7,8 1971 | −2 1966 | 1,6 1997  | 4 1962    | 8 1965    | 9 1956    | 5,8 1979  | −1 1947   | −5,6 1978 | −9,6 1996 | −13,6 |
| Record de chaleur (°C) date du record | 15 1975    | 17,4 1961  | 22,6 1990 | 26 1949 | 31,2 2005 | 32,6 2011 | 35,4 2015 | 34,8 1990 | 31,5 2016 | 27,2 1985 | 20 1977   | 17,2 1978 | 35,4  |
| Précipitations (mm)                   | 63         | 37,5       | 46,2      | 44,7    | 50,6      | 49,7      | 54,7      | 46,7      | 60,4      | 83,4      | 84,6      | 81,1      | 702,6 |

### Composition
En 2022, la communauté d'agglomération est composée des 22 communes suivantes :

| Nom                      | Code Insee | Gentilé          | Superficie (km2) | Population (dernière pop. légale) | Densité (hab./km2) |
| ------------------------ | ---------- | ---------------- | ---------------- | --------------------------------- | ------------------ |
| Boulogne-sur-Mer (siège) | 62160      | Boulonnais       | 8,42             | 41 039 (2022)                     | 4 874              |
| Baincthun                | 62075      | Baincthunois     | 26,69            | 1 321 (2022)                      | 49                 |
| La Capelle-lès-Boulogne  | 62908      | Capellois        | 6,5              | 1 571 (2022)                      | 242                |
| Condette                 | 62235      | Condettois       | 16,26            | 2 456 (2022)                      | 151                |
| Conteville-lès-Boulogne  | 62237      | Contevillois     | 2,1              | 531 (2022)                        | 253                |
| Dannes                   | 62264      | Dannois          | 10,23            | 1 317 (2022)                      | 129                |
| Echinghen                | 62281      | Echinghenois     | 5,84             | 377 (2022)                        | 65                 |
| Équihen-Plage            | 62300      | Équihennois      | 3,81             | 2 596 (2022)                      | 681                |
| Hesdigneul-lès-Boulogne  | 62446      | Hesdigneulois    | 3,32             | 835 (2022)                        | 252                |
| Hesdin-l'Abbé            | 62448      | Hesdinois        | 7,39             | 1 870 (2022)                      | 253                |
| Isques                   | 62474      | Isquois          | 6,98             | 1 141 (2022)                      | 163                |
| Nesles                   | 62603      | Neslois          | 5,04             | 1 081 (2022)                      | 214                |
| Neufchâtel-Hardelot      | 62604      | Neufchâtellois   | 20,85            | 3 993 (2022)                      | 192                |
| Outreau                  | 62643      | Outrelois        | 7,09             | 13 398 (2022)                     | 1 890              |
| Pernes-lès-Boulogne      | 62653      | Pernois          | 7,76             | 419 (2022)                        | 54                 |
| Pittefaux                | 62658      | Pittefeltiens    | 2,42             | 115 (2022)                        | 48                 |
| Le Portel                | 62667      | Portelois        | 3,85             | 8 824 (2022)                      | 2 292              |
| Saint-Étienne-au-Mont    | 62746      | Stéphanois       | 14,05            | 5 051 (2022)                      | 360                |
| Saint-Léonard            | 62755      | Saint-Léonardois | 3,4              | 3 346 (2022)                      | 984                |
| Saint-Martin-Boulogne    | 62758      | Saint-Martinois  | 13,15            | 11 036 (2022)                     | 839                |
| Wimereux                 | 62893      | Wimereusiens     | 7,71             | 6 307 (2022)                      | 818                |
| Wimille                  | 62894      | Wimillois        | 22,24            | 3 839 (2022)                      | 173                |

### Urbanisme

#### Logement
| Logements                                        | Nombre en 2011 | % en 2011 | nombre en 2016 | % en 2016 | nombre en 2022 | % en 2022 |
| ------------------------------------------------ | -------------- | --------- | -------------- | --------- | -------------- | --------- |
| Total                                            | 59 193         | 100 %     | 61 925         | 100 %     | 63 672         | 100 %     |
| Résidences principales                           | 49 949         | 84,4 %    | 50 677         | 81,8 %    | 51 855         | 81,4 %    |
| → Dont HLM                                       | 12 951         | 25,9 %    | 13 429         | 26,5 %    | 14 322         | 27,6 %    |
| Résidences secondaires et logements occasionnels | 5 434          | 9,2 %     | 60,96          | 9,8 %     | 7 466          | 11,7 %    |
| Logements vacants                                | 3 809          | 6,4 %     | 5 152          | 8,3 %     | 4 351          | 6,8 %     |
| Dont :                                           |                |           |                |           |                |           |
| → maisons                                        | 31 937         | 54,0 %    | 33 044         | 53,4 %    | 33 316         | 52,3 %    |
| → appartements                                   | 27 008         | 45,6 %    | 28 650         | 46,3 %    | 29 922         | 47,0%     |

Le tableau ci-dessous présente le type de combustible principal utilisé dans les résidences principales ainsi que l'évolution des différents types de combustible entre 2011 et 2022.
| Type de combustible principal du logement | Communauté d'agglomération | Communauté d'agglomération | Communauté d'agglomération | Pas-de-Calais 2022 |
| Type de combustible principal du logement | 2011                       | 2022                       | △                          | Pas-de-Calais 2022 |
| ----------------------------------------- | -------------------------- | -------------------------- | -------------------------- | ------------------ |
| Gaz de ville - réseau de chaleur          | 65,6 %                     | 63,3 %                     | -2,3                       | 51,7 %             |
| Fioul (mazout)                            | 5,4 %                      | 2,9 %                      | -2,5                       | 7,4 %              |
| Électricité                               | 21,2 %                     | 24,8 %                     | 3,6                        | 24,4 %             |
| Gaz en bouteilles ou en citerne           | 0,8 %                      | 0,6 %                      | -0,2                       | 1,0 %              |
| Autres (bois, solaire, géothermie, etc.)  | 7,0 %                      | 8,3 %                      | 1,3                        | 15,5 %             |

#### Voies de communication et transports
Le territoire est bien desservi par différents modes de transports : 
L'autoroute A16 traverse la CAB, la desservant par le biais des sorties  26 à  33 et permettant de rejoindre Calais et Dunkerque au nord, et Abbeville, Amiens et Paris au sud.
Le territoire est également traversé par plusieurs routes départementales et nationales, dont la route nationale 42 qui permet de rejoindre rapidement Saint-Omer et l'autoroute A26 (qui relie Calais à la Champagne).
Les communes de la communauté sont desservies par les bus du réseau Marinéo (anciennement TCRB).
La ligne ferroviaire Calais - Boulogne - Abbeville - Amiens passe par la CAB et dessert plusieurs gares : 
- Dannes
- Neufchâtel
- Hesdigneul
- Pont-de-Briques
- Boulogne-Ville
- Boulogne-Tintelleries
- Wimille - Wimereux

Toutes ces gares sont desservies par des TER Nord-Pas-de-Calais.
La gare de Boulogne-Ville est, de plus, desservie par des TGV, des TERGV et des Intercités vers Paris, Lille, Amiens ou encore Calais-Fréthun (qui assure les liaisons vers Londres).
Le port maritime de Boulogne-sur-Mer est bien développé. Des ferry circulaient depuis le port en direction de l'Angleterre jusqu'à l'arrêt de la liaison transmanche de Boulogne en 2010. Le trafic fluvial y reste néanmoins dense, avec des bateaux de pêche et de loisirs, et ceux des douanes maritimes.

#### Risques naturels et technologiques
Comme dans une bonne partie du nord de la France, le risque sismique est « faible » sur l'ensemble du territoire (zone 2 sur 5 du zonage mis en place en mai 2011) sauf à Dannes où il est « très faible » (zone 1 sur 5).
Malgré cela, une faille sismogène existe en Belgique, parallèle à la frontière franco-belge. Dans l'Histoire, plusieurs tremblements de terre importants semblent avoir eu un épicentre dans le pas de Calais, entre la France et l'Angleterre. Parmi eux, le tremblement de terre du 6 avril 1580 a touché Boulogne et Calais ainsi qu'un petit tsunami qui aurait aussi mis en difficulté des navires en mer, mais dans cette région qui a subi de nombreuses guerres, il reste peu de témoignages précis de cette époque. Plus récemment, le 19 septembre 1810, un petit tsunami a également touché le port de Boulogne-sur-Mer, évalué de degré 3 par le BRGM, c'est-à-dire d'une intensité assez forte, pouvant causer des inondations des côtes en pente douce, l'endommagement de constructions légères près des côtes ou encore l'inversion des cours d'eau dans les estuaires jusqu'à une certaine distance en amont.

### Démographie
| 1968    | 1975    | 1982    | 1990    | 1999    | 2006    | 2011    | 2016    | 2022    |
| ------- | ------- | ------- | ------- | ------- | ------- | ------- | ------- | ------- |
| 116 128 | 120 968 | 120 990 | 119 925 | 122 755 | 120 397 | 117 684 | 114 762 | 112 463 |

### Économie

#### Revenus de la population
En 2021, la communauté d'agglomération compte 49 417 ménages fiscaux, regroupant 107 101 personnes.
En 2021, le revenu fiscal médian par ménage, le taux de pauvreté des ménages et la part des ménages fiscaux imposés de la communauté d'agglomération, du département du Pas-de-Calais et de la métropole sont les suivants :
- le revenu fiscal médian par ménage de la communauté d'agglomération est de 20 230 €, inférieur à celui du département du Pas-de-Calais (20 720 €) et inférieur à celui de la France métropolitaine (23 080 €)[Insee 5],[Insee 6],[Insee 7] ;
- le taux de pauvreté des ménages de la communauté d'agglomération est de 20,1 %, supérieur à celui du département du Pas-de-Calais (18,4 %) et supérieur à celui de la métropole (14,9 %)[Insee 8],[Insee 9],[Insee 10] ;
- la part des ménages fiscaux imposés dans la communauté d'agglomération est de 43,2 %, inférieure à celle du département du Pas-de-Calais (44,1 %) et inférieure à celle de la métropole (53,4 %)[Insee 5],[Insee 6],[Insee 7].

#### Emploi
|                       | 2011   | 2016   | 2022   |
| --------------------- | ------ | ------ | ------ |
| EPCI                  | 18,3 % | 21,3 % | 16,2 % |
| Département           | 11,3 % | 13,7 % | 11,2 % |
| France métropolitaine | 11,6 % | 13,7 % | 11,7 % |

En 2022, la population âgée de 15 à 64 ans s'élève à 68 299 personnes, parmi lesquelles on compte 71,6 % d'actifs (60,0 % ayant un emploi et 11,6 % de chômeurs) et 28,4 % d'inactifs,. En 2022, le taux de chômage (au sens du recensement) des 15-64 ans du territoire de la communauté d'agglomération est supérieur à celui du département et supérieur à celui de la France métropolitaine.
La communauté d'agglomération compte 46 262 emplois en 2022, contre 44 120 en 2016 et 46 151 en 2011. Le nombre d'actifs ayant un emploi résidant dans la communauté d'agglomération est de 41 564, soit un indicateur de concentration d'emploi de 111,3 et un taux d'activité parmi les 15 ans ou plus de 53,2 %.
Sur ces 41 564 actifs de 15 ans ou plus ayant un emploi, 27 963 travaillent dans la communauté d'agglomération, soit 67 % des habitants . Pour se rendre au travail, 78,7 % des habitants de la communauté d'agglomération utilisent une voiture, un camion ou une fourgonnette, 5,8 % les transports en commun, 12,7 % s'y rendent en deux-roues motorisé, à vélo ou à pied et 2,9 % n'ont pas besoin de transport (travail au domicile).
En 2010, le centre hospitalier de Boulogne (plus de 2 000 employés), la commune de Boulogne-sur-Mer, Applic constr électroniques Alsace Nord à Saint-Léonard et le centre commercial Auchan de Saint-Martin-Boulogne (plus de 500 employés) sont les premiers employeurs de la CAB.

#### Entreprises et commerces
Boulogne-sur-mer abrite le premier centre européen de transformation des produits de la mer avec une multitude d'entreprises halieutiques.

##### Activités hors agriculture
En 2022, 7 376 établissements marchands non agricoles sont économiquement actifsdans la  communauté d'agglomération,,.
| Secteur d'activité                                                                                        | CA du Boulonnais | CA du Boulonnais | Département |
| Secteur d'activité                                                                                        | Nombre           | %                | %           |
| --- | ---------------- | ---------------- | ----------- |
| Ensemble                                                                                                  | 7 376            | 100 %            | (100 %)     |
| Industrie manufacturière, industries extractives et autres                                                | 423              | 5,7 %            | (5,3 %)     |
| Construction                                                                                              | 619              | 8,4 %            | (11,7 %)    |
| Commerce de gros et de détail, transports, hébergement et restauration                                    | 2 371            | 32,1 %           | (22,5 %)    |
| Information et communication                                                                              | 135              | 1,8 %            | (3,6 %)     |
| Activités financières et d'assurance                                                                      | 453              | 6,1 %            | (5,3 %)     |
| Activités immobilières                                                                                    | 379              | 5,1 %            | (5,7 %)     |
| Activités spécialisées, scientifiques et techniques et activités de services administratifs et de soutien | 1 083            | 14,7 %           | (20,2 %)    |
| Administration publique, enseignement, santé humaine et action sociale                                    | 1 268            | 17,2 %           | (15,8 %)    |
| Autres activités de services                                                                              | 645              | 8,7 %            | (9,9 %)     |

Deux secteurs sont prépondérants dans la communauté d'agglomération avec 49,3 % du nombre total d'établissements : celui du commerce de gros et de détail, des transports, de l'hébergement et de la restauration et celui de l'administration publique, enseignement, santé humaine et action sociale, contre 38,3 % au niveau département.

#### Tourisme

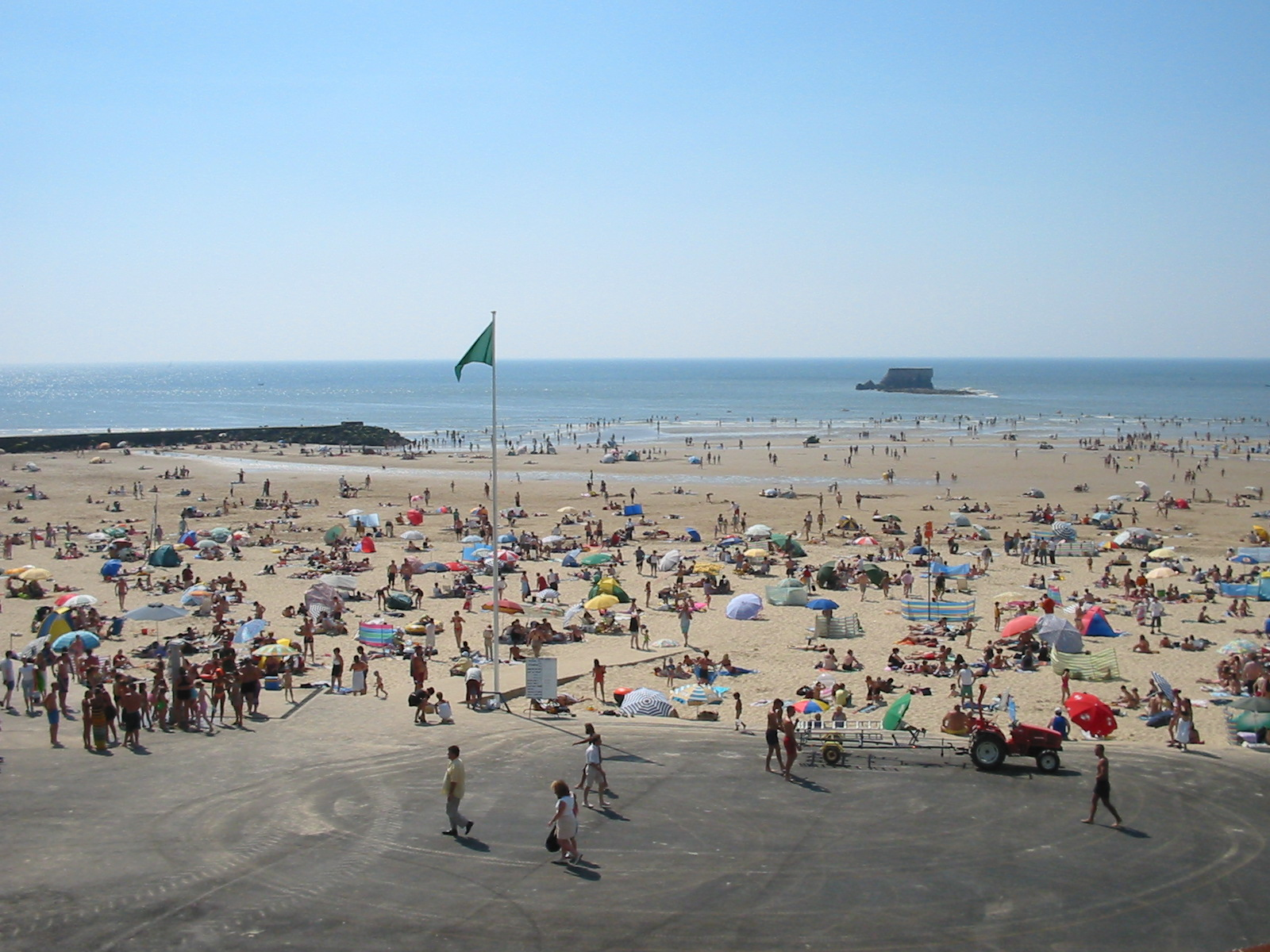
Plage du Portel et vue sur le Fort de l'Heurt.

Le littoral de la Côte d'Opale est une zone de tourisme attractive. Il abrite de nombreuses plages avec un bord de mer naturel à certains endroits, sous forme de dunes ou de falaises, ou aménagé à d'autres avec une digue ou une promenade bétonnée. L'intérieur des terres a également un intérêt touristique. De nombreux chemins de randonnées maillent le territoire.
Au 1er janvier 2025, la communauté d'agglomération du Boulonnais dispose de 24 hôtels pour une capacité totale de 801 chambres, de dix campings totalisant 1 437 emplacements et de trois autres types d'hébergements collectifs totalisant 1 057 places de lit.

##### Stations balnéaires

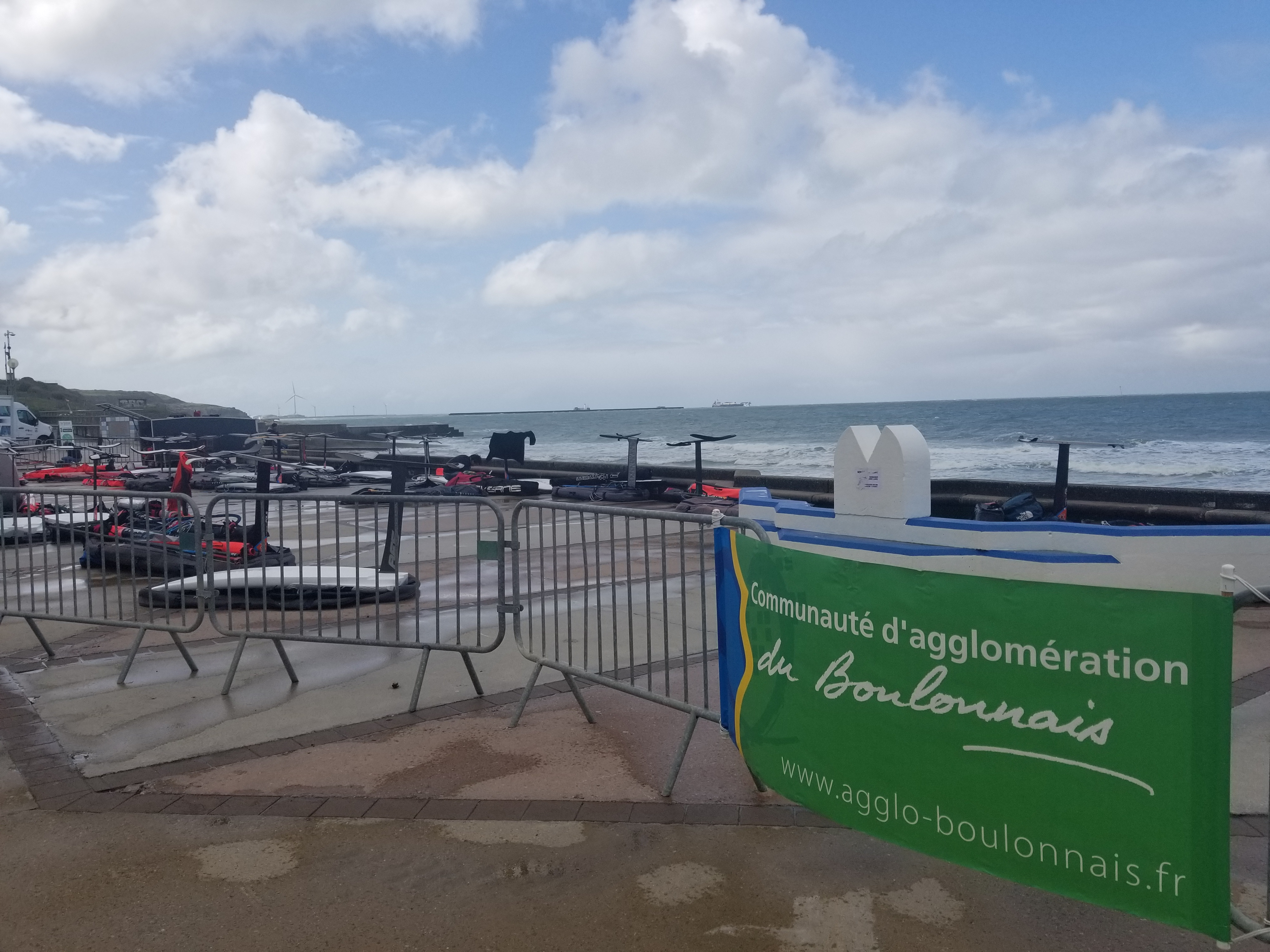
Bannière de la CAB lors d'une régate près de Boulogne (2024)

- Hardelot-Plage
- Équihen-Plage
- Le Portel
- Wimereux

##### Sites naturels
- Dunes d'Ecault
- Vallée du Wimereux
- Mont Lambert
- Monts de Boulogne
- Réserve naturelle régionale du Marais de Condette
- Forêt de Boulogne
- Forêt d'Écault

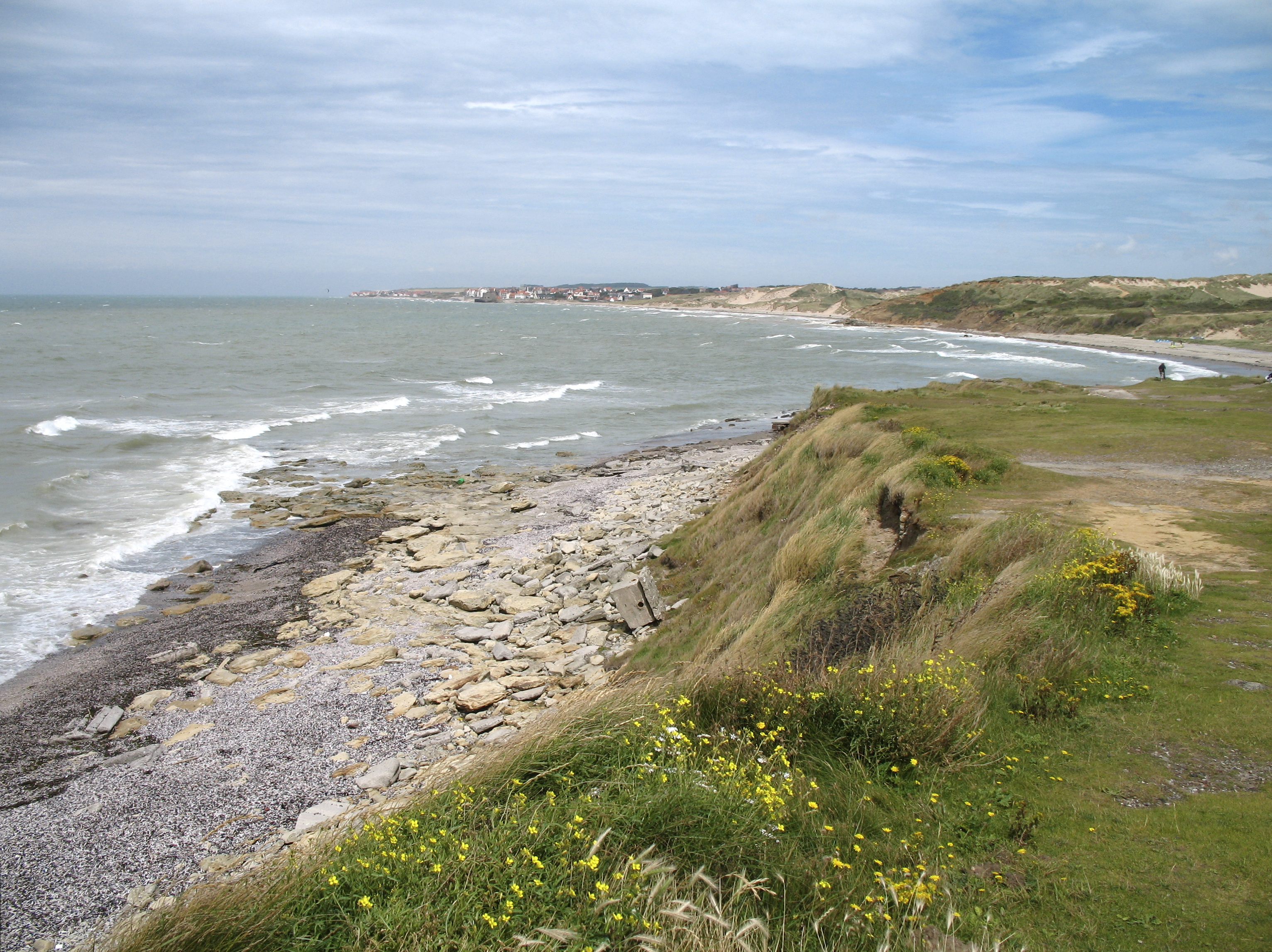
La Pointe aux Oies à Wimereux.
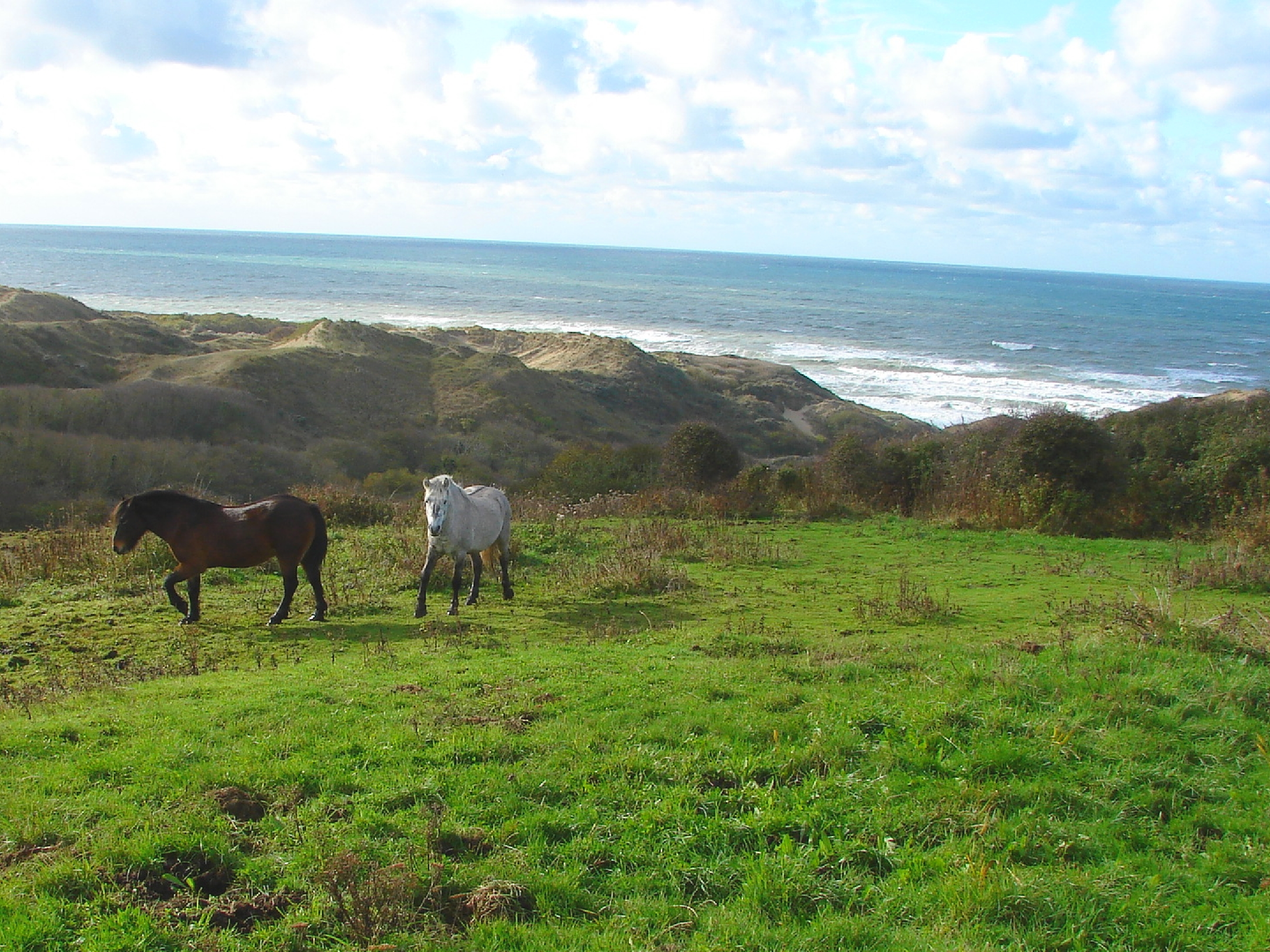
Chevaux au bord de la mer à Écault.
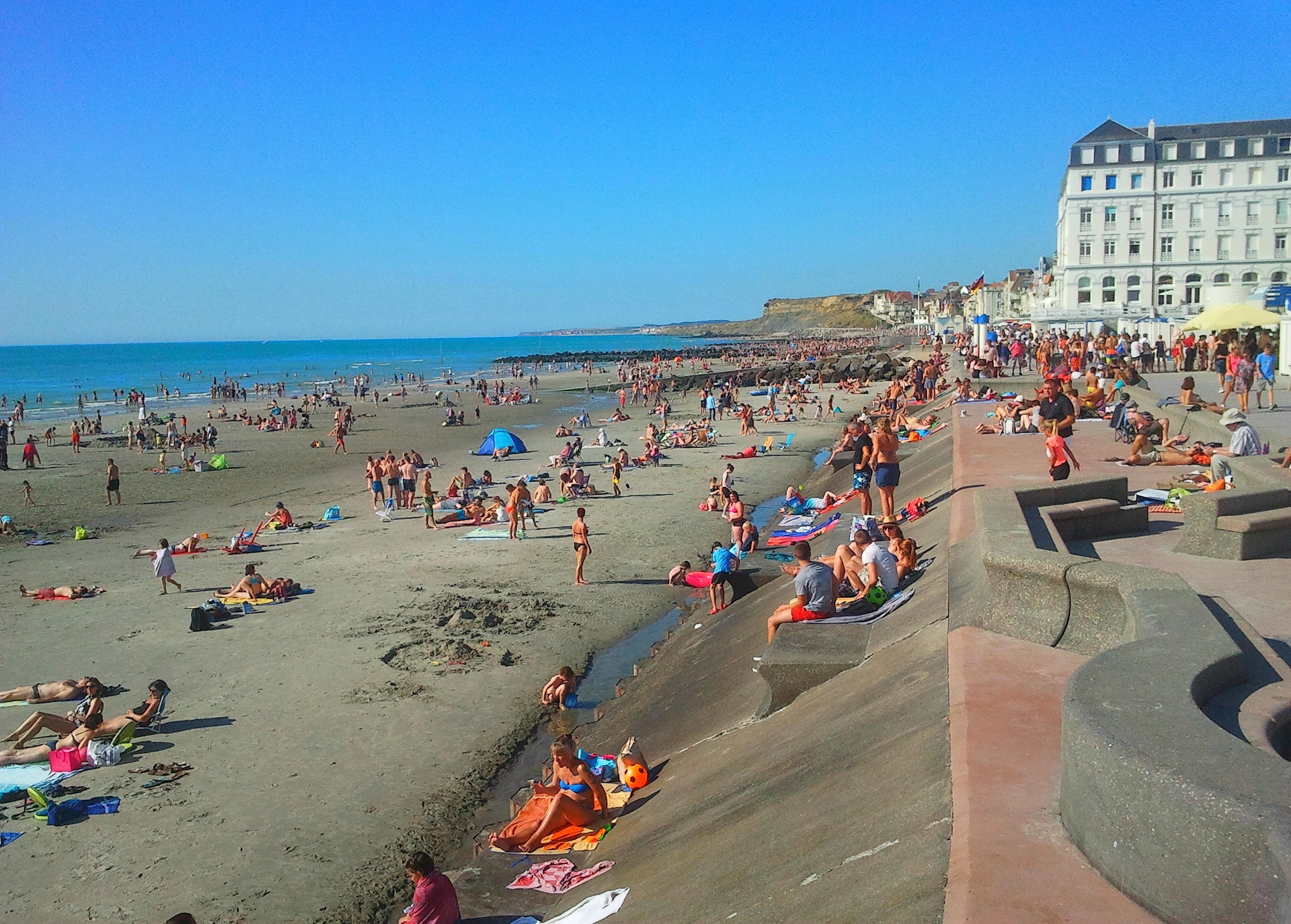
La digue de Wimereux et sa plage.
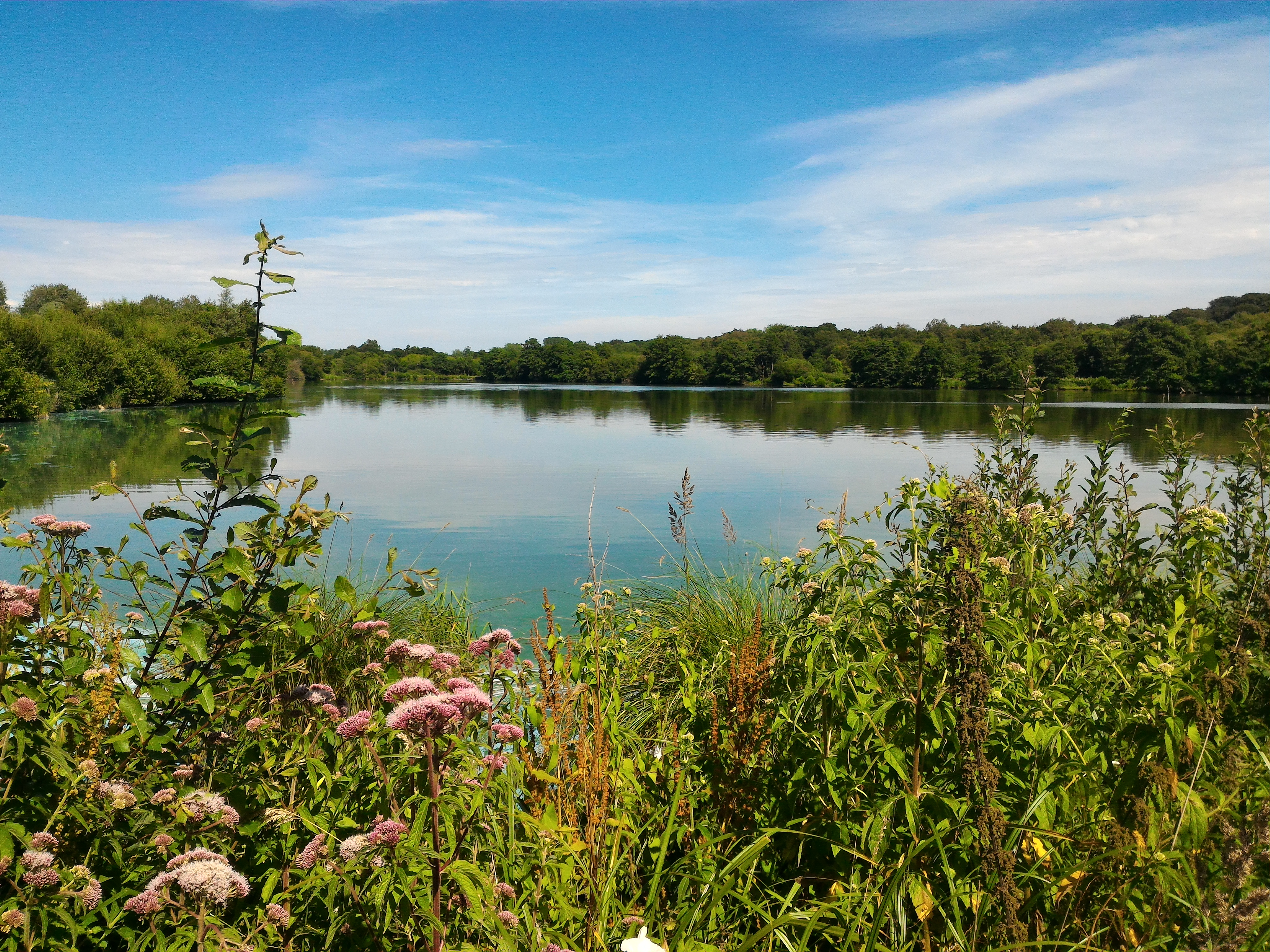
Lac des miroirs et marais de Condette.
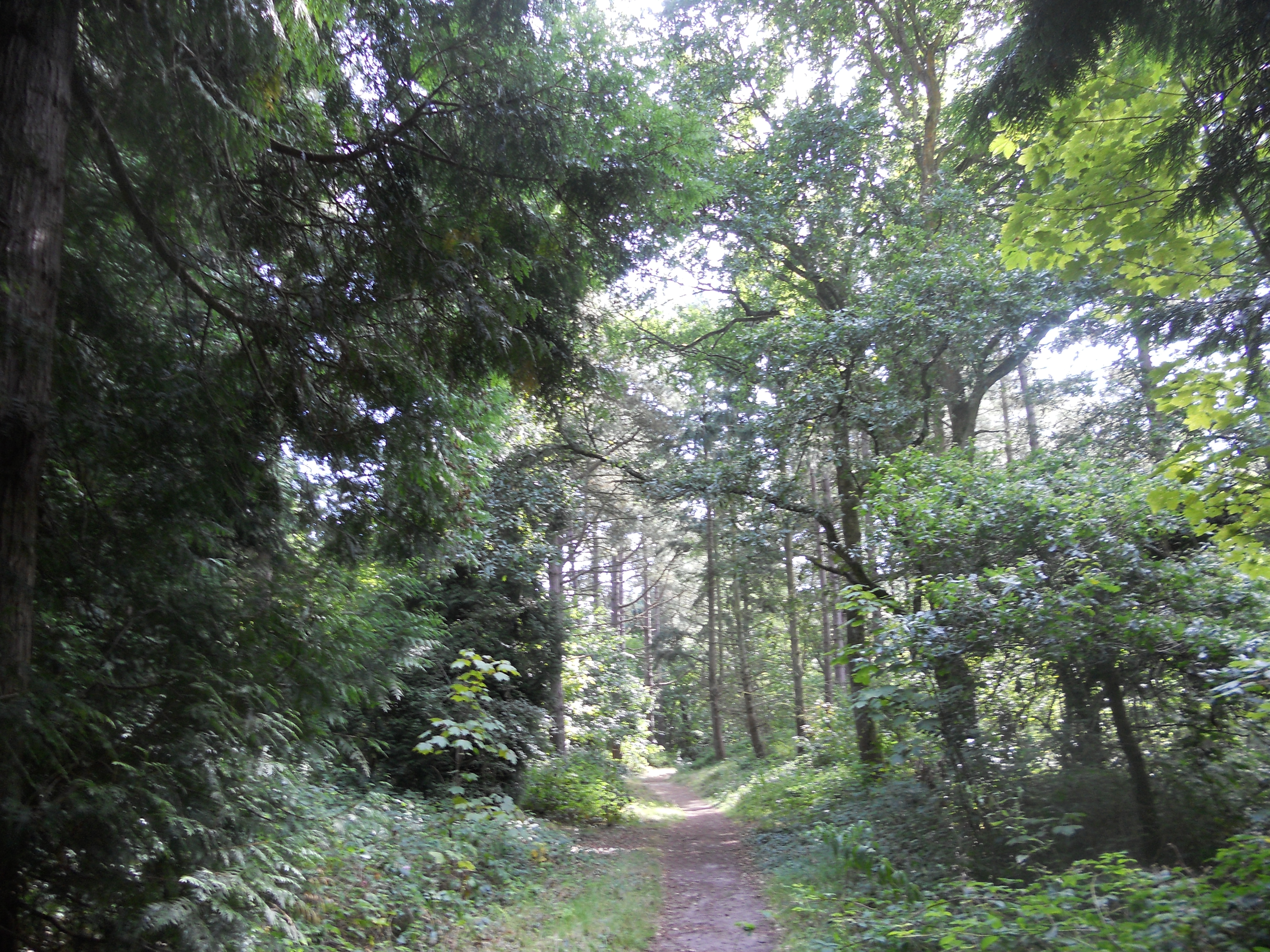
La forêt d'Écault.

Autres sites touristiques
- Nausicaá, le centre national de la mer, site touristique le plus visité de la région.
- Château-musée de Boulogne-sur-Mer
- Beffroi de Boulogne-sur-Mer, inscrit au patrimoine mondial de l'UNESCO
- Basilique Notre-Dame-de-l'Immaculée-Conception de Boulogne-sur-Mer
- Colonne de la Grande Armée
- Aréna, le monde des dunes, à Écault
- Château d'Hardelot

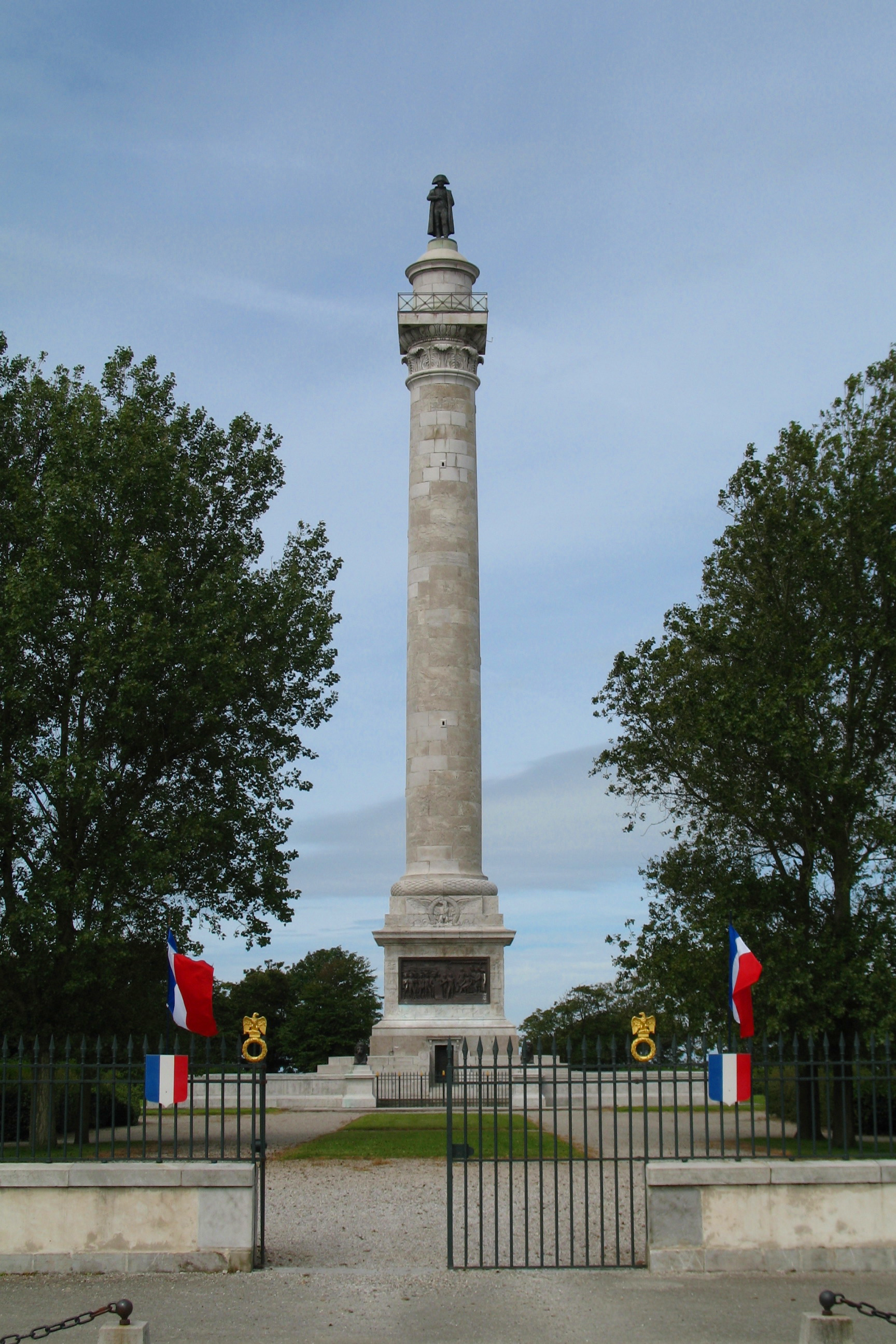
La colonne de la Grande Armée.
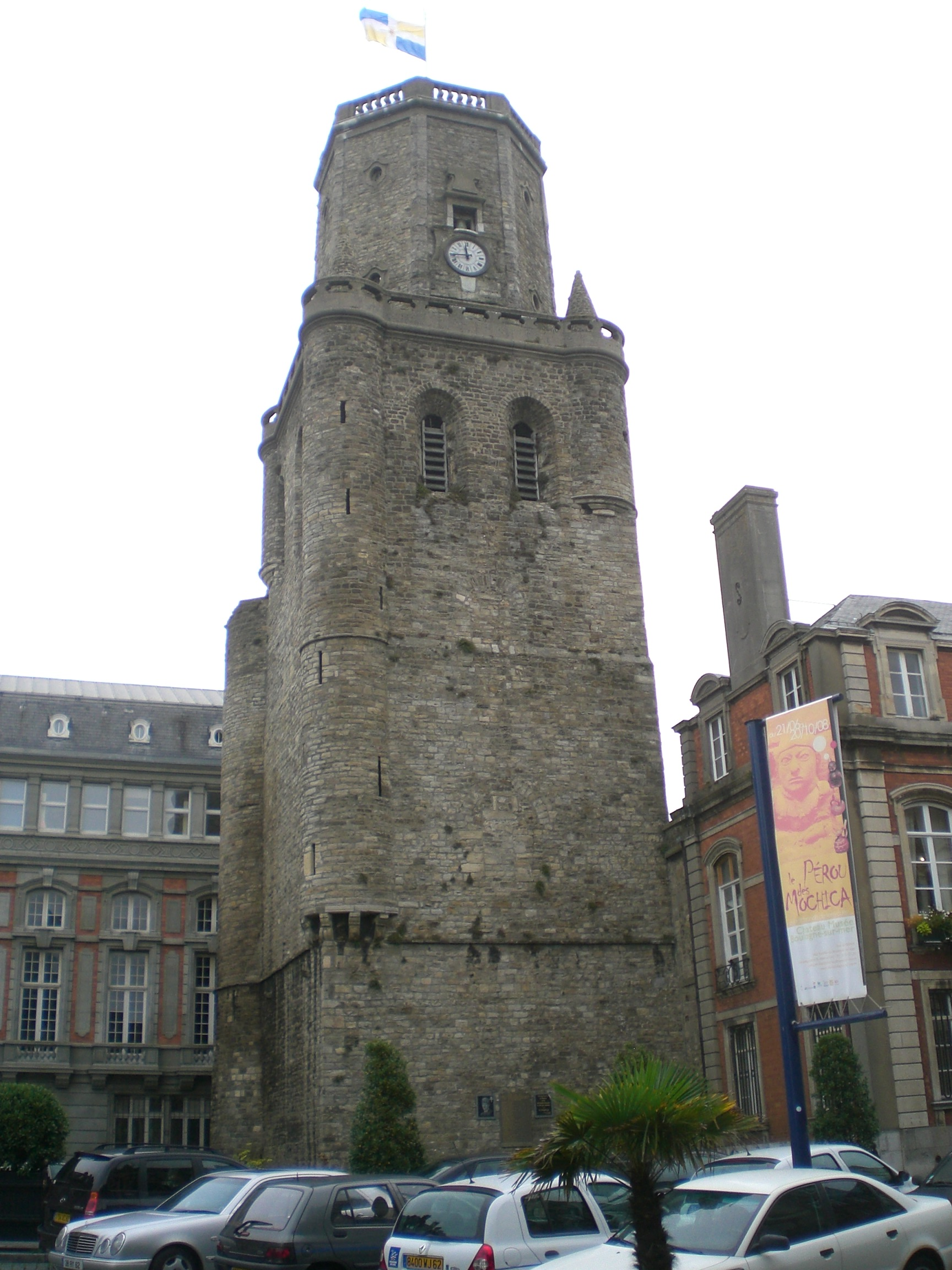
Le beffroi de Boulogne-sur-Mer.
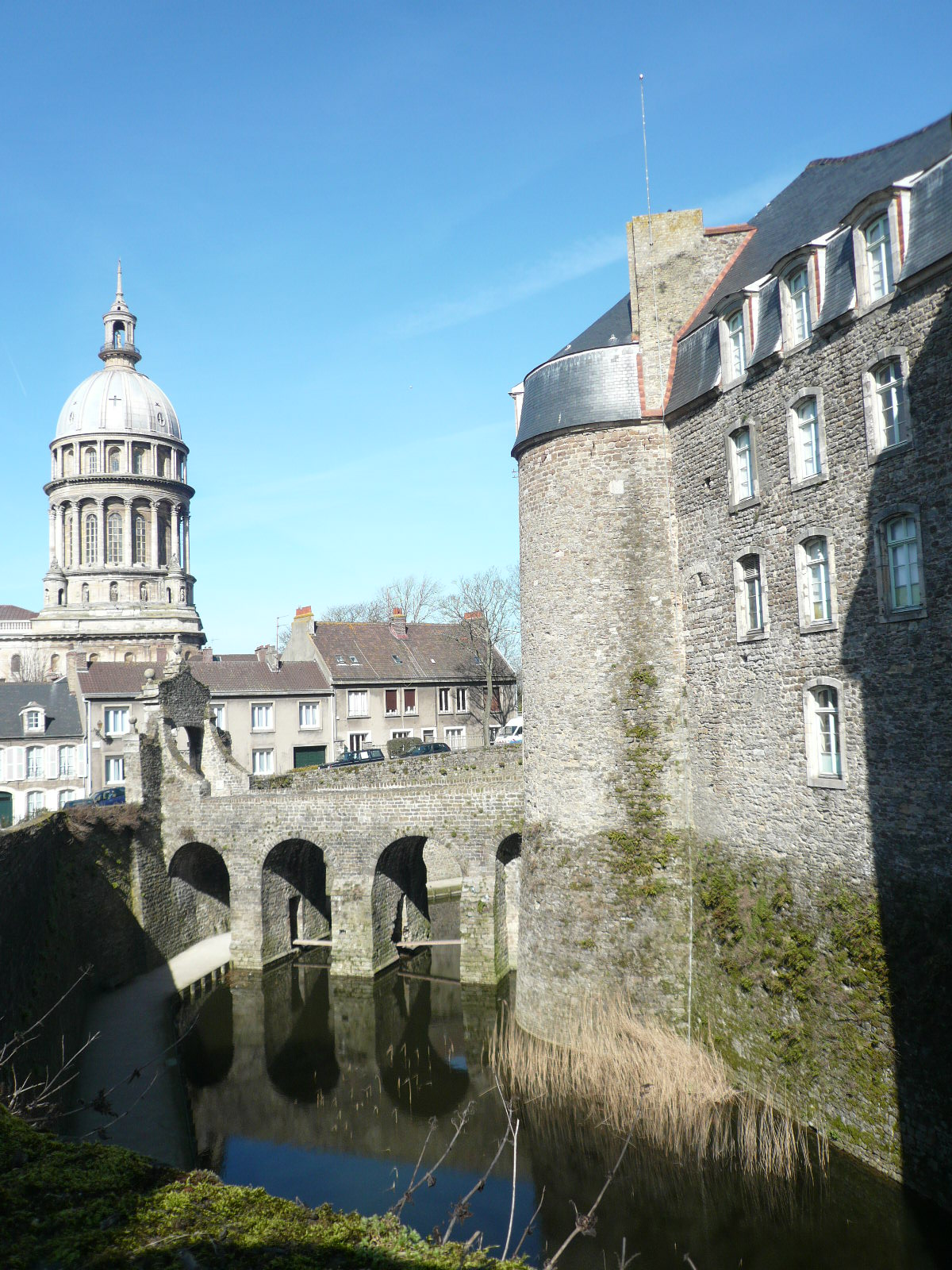
Basilique de Boulogne et douves du château-musée.
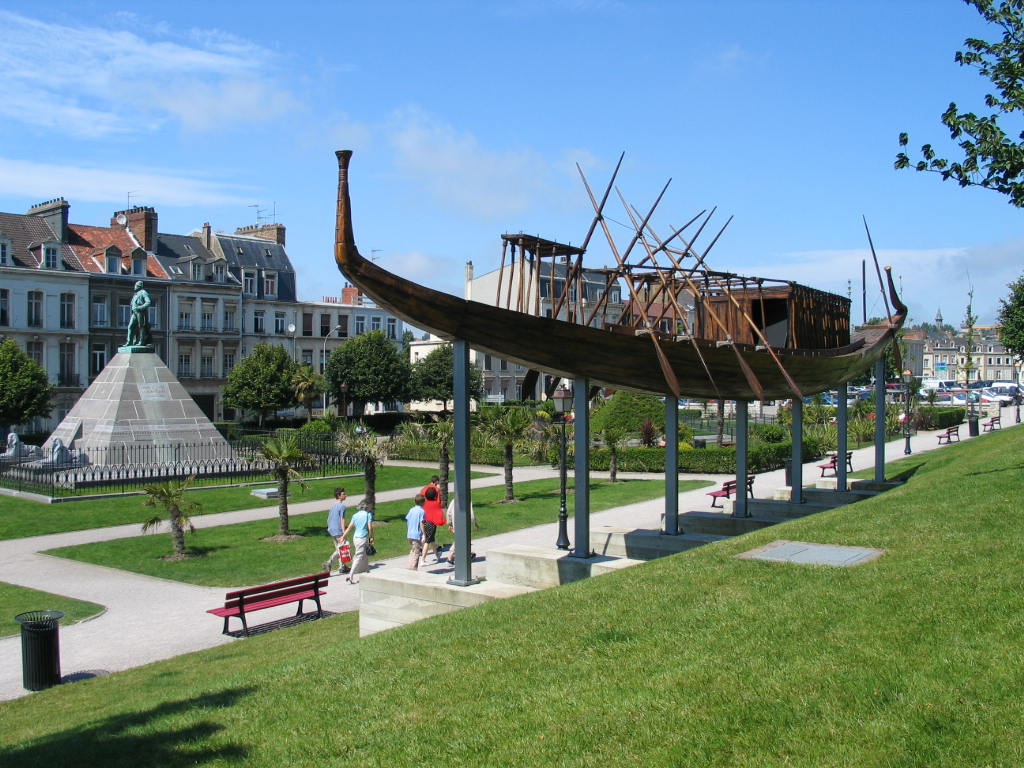
Square Mariette-Pacha, autour des remparts du Vieux-Boulogne.
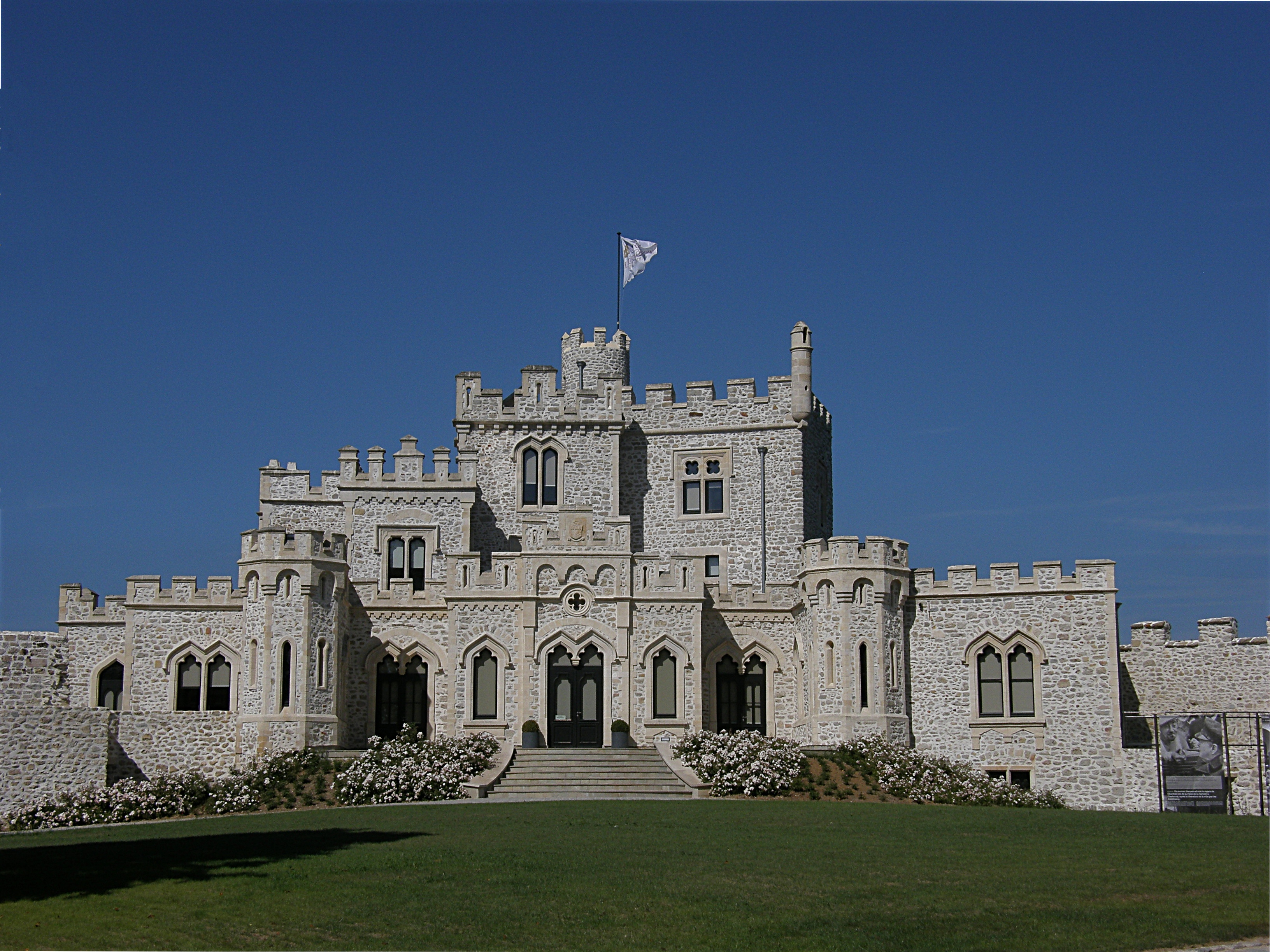
Château d'Hardelot.

## Organisation

### Siège
Le siège de la communauté d'agglomération du Boulonnais est à Boulogne-sur-Mer, 1 Boulevard du Bassin Napoléon - BP 755
.

### Élus
La communauté d'agglomération est administrée par son Conseil communautaire, composé, pour le mandat 2020-2026, de 59 conseillers municipaux représentant les  communes membres et répartis de la manière suivante en fonction de leur population :

- 14 délégués pour Boulogne-sur-Mer ;

- 6 délégués pour Outreau ;

- 4 délégués pour Saint-Martin-Boulogne ;

- 3 délégués pour Le Portel ;

- 2 délégués pour Wimereux ;

- 1 délégué ou son suppléant pour les autres communes.
Au terme des élections municipales de 2020 dans le Pas-de-Calais, le nouveau conseil communautaire a réélu le 8 juillet 2020 son président, Frédéric Cuvillier, maire de Boulogne-sur-Mer  et désigné ses 15 vice-présidents, qui sont : 
1. Sébastien Chochois, maire d’Outreau, chargé de l'attractivité du territoire et aménagement intégré de l’espace ;
2. Raphaël Jules, maire de Saint-Martin-Boulogne, chargé du logement et de l'habitat durable ;
3. Olivier Barbarin, maire du Portel, chargé des politiques de l’eau et du développement balnéaire ;
4. Mireille Hingrez-Cereda, première maire-adjointe de Boulogne-sur-Mer, chargée des  politiques solidaires, de l'économie sociale et solidaire et de la culture ;
5. Brigitte Passebosc, maire de Saint-Étienne au Mont, chargée de la gestion et de la valorisation des déchets ménagers, ainsi que de la fourrière animale ;
6. Antoine Logié, maire de Wimille, chargé des finances, des partenariats institutionnels et des politiques contractuelles ;
7. Paulette Juilien Pleuvion, maire de Neufchatel-Hardelot, chargé du Tourisme et de la politique locale du commerce ;
8. Jean-Claude Étienne, maire-adjoint de Boulogne-sur-Mer, chargé de la plaisance, des projets structurants et des relations avec le conseil de développement)
9. Guy Boutleux, premier maire-adjoint de Wimereux, chargé des sports ;
10. Gwenaëlle Loire, maire de Saint-Léonard, chargé des politiques de prévention, de la sécurité et de la santé ;
11. Christian Fourcroy, maire d’Equihen, chargé des transports urbains ;
12. Bertrand Dumaine, maire d’Isques, chargé des ressources humaines et des moyens généraux ;
13. M. Dominique Godefroy, maire-adjoint de Boulogne-sur-Mer, chargé de Nausicàa, de la biodiversité et du plan climat)
14. Jean-Renaud Taubregeas, maire de Conteville, chargé de la commande publique ;
15. Anne Le Lan, maire-adjointe de Boulogne-sur-Mer, chargée des politiques de déplacement, des nouvelles mobilités et des liaisons douces.

Le bureau communautaire pour le mandat 2020-2026 est constitué du président, des 15 vice-présidents et de 7 conseillers communautaires délégués.

### Liste des présidents
| Période        | Période                   | Identité           | Étiquette | Qualité |
| -------------- | ------------------------- | ------------------ | --------- | --- |
| 2000           | 2008                      | Guy Lengagne       | PS        | Professeur Maire de Boulogne-sur-Mer (1977 → 1989 et 1996 →2002) |
| 2008           | juillet 2012              | Frédéric Cuvillier | PS        | Professeur d'Université Député du Pas-de-Calais (5e circ.) (2007 → 2012 et 2014 → ). Maire de Boulogne-sur-Mer (2002 → 2012 et 2014 →) . Ministre délégué aux Transports, à la Mer et à la Pêche (2012 → 2014) Démissionnaire à la suite de sa nomination au gouvernement.. |
| juillet 2012,  | décembre 2016             | Jean-Loup Lesaffre | DVG       | Maire de Saint-Léonard (1971 → 2020) Démissionnaire |
| décembre 2016, | En cours (au 2 août 2021) | Frédéric Cuvillier | PS        | Professeur d'université Député du Pas-de-Calais (5e circ.) (2007 → 2012 et 2014 → ). Maire de Boulogne-sur-Mer (2002 → 2012 et 2014 →) . Ministre délégué aux Transports, à la Mer et à la Pêche (2012 → 2014). Réélu pour le mandat 2020-202                               |

### Compétences
La communauté d'agglomération exerce les compétences qui lui ont été déléguées par chaque commune membre dans les conditions déterminées par le code général des collectivités territoriales. Il s'agit de : 
- Développement économique
- Aménagement de l'espace communautaire (Plan local d'urbanisme)
- Équilibre social de l'habitat
- Politique de la ville
- Gens du voyage
- GEMAPI
- Déchets
- Eau
- Assainissement
- Gestion des eaux pluviales
- Voiries, parcs de stationnement
- Environnement et cadre de vie
- Équipements communautaires
- Environnement littoral et terrestre
- Enseignement supérieur
- Culture
- Sport
- Stratégie numérique d'agglomération
- Fourrière et cimetière animalier
- Crématorium
- Abribus
- Électromobilité
- Fourrière automobile
- Habitat : Depuis 2006, par délégation de l’État, la communauté d'agglomération a compétence en matière d'attribution des aides publiques en faveur de l'habitat[22]. Le Programme local de l'habitat (PLH) de la CAB a été approuvé par délibération du 11 décembre 2008, et est revu en 2012-2013 dans le cadre du PLU intercommunal.
- Port de plaisance : La CAB a obtenu en 2013 la compétence Ports de plaisance, qui lui a été délégué par la Région et la Chambre de commerce et d'industrie[23].

- Transports urbains : Dans le cadre de la compétence aménagement de l'espace communautaire, la communauté est l'autorité organisatrice de transport urbain (OATU) sur son territoire et est la propriétaire du réseau de  transports en commun de Boulogne-sur-Mer (Marinéo)[24].

### Régime fiscal et budget
La communauté d'agglomération est un établissement public de coopération intercommunale à fiscalité propre.
Afin de financer l'exercice de ses compétences, l'intercommunalité perçoit, comme toutes les communautés d'agglomération, la fiscalité professionnelle unique (FPU) – qui a succédé à la taxe professionnelle unique (TPU) – et assure une péréquation de ressources.
Elle ne reverse pas de dotation de solidarité communautaire (DSC) à ses communes membres.

## Projets et réalisations
Conformément aux dispositions légales, une communauté d'agglomération a pour objet d'associer « au sein d'un espace de solidarité, en vue d'élaborer et conduire ensemble un projet commun de développement urbain et d'aménagement de leur territoire ».

### Urbanisme
En 2011, un schéma de cohérence territoriale (SCOT), sur les territoires de la CAB et de Desvres-Samer, et un Plan local d'urbanisme (PLU) intercommunal sont en cours d'élaboration. De nombreuses communes ont déjà un PLU ou un POS (Plan d'occupation des sols) communal, parfois avec la réalisation d'une étude paysagère et environnementale en amont (en partenariat avec Boulogne Développement Cote d'Opale et le Parc naturel régional des Caps et Marais d'Opale).

### Culture
Chaque année depuis 2005, en octobre, la Communauté d'agglomération du Boulonnais organise le festival de musiques actuelles Poulpaphone, destiné à la jeunesse de l'agglomération. Le festival a lieu depuis 2010 sur le site industriel de Garromanche, entre Outreau et Boulogne-sur-Mer[réf. nécessaire].

### Transports urbains
La communauté d'agglomération a confié par délégation de service public son réseau de transport en commun à la Compagnie des transports boulonnais (CTB), filiale de RATP Développement (RATP DEV), elle-même filiale  de la Régie autonome des transports parisiens (RATP) pour la période du 1er janvier 2013 au 31 décembre 2021, dénommé, à cette occasion,  Marinéo. La RATP succède ainsi à l'ancien exploitant, Keolis.